# Jiří Růžička (klavírista)
Jiří Růžička (* 1953, Kroměříž) je jazzový klavírista.

## Život a činnost
Po maturitě na místním gymnáziu v roce 1973 studuje pedagogiku na vysoké škole. Po studiu vyučoval čtyři roky český jazyk. V letech 1980–1984 studoval hru na klavír na Lidové konzervatoři, kde po zakončení studia také od roku 1984 vyučuje.
Jeho první profesionální hudební angažmá bylo ve Skupině Antonína Viktory a tato spolupráce trvala až do smrti Antonína Viktory. Jiří Růžička také několik let působil ve swingovém orchestru Melody Makers Ondřeje Havelky, dále v Big Bandu Rádio Praha, či jako hlavní pianista vokálního kvarteta The Swings. Spolupracoval s Vlastou Průchovou a řadu dalších vokálních i instrumentálních sólistů.
Pravidelně vystupuje s kontrabasistou Vítem Fialou.